# Dihydroimidazol-2-ylidene
Dihydroimidazol-2-ylidene là một hợp chất hữu cơ giả định có công thức C3H6N2. Nó sẽ là một hợp chất dị vòng, có nguồn gốc chính từ imidazolidine với 2 nguyên tử hydro được loại bỏ khỏi carbon số 2 để lại hai liên kết hóa học trống - biến nó trở thành carben.
Mặc dù carben nói chung là kém bền và có thời gian tồn tại cực kỳ ngắn, một số dẫn xuất của hợp chất này ổn định một cách đáng ngạc nhiên và tạo thành một nhóm các chất carben bền quan trọng. Chúng bao gồm các carben bền đầu tiên được Hans-Werner Wanzlick công bố (nhưng chưa được cô lập) vào khoảng năm 1960.

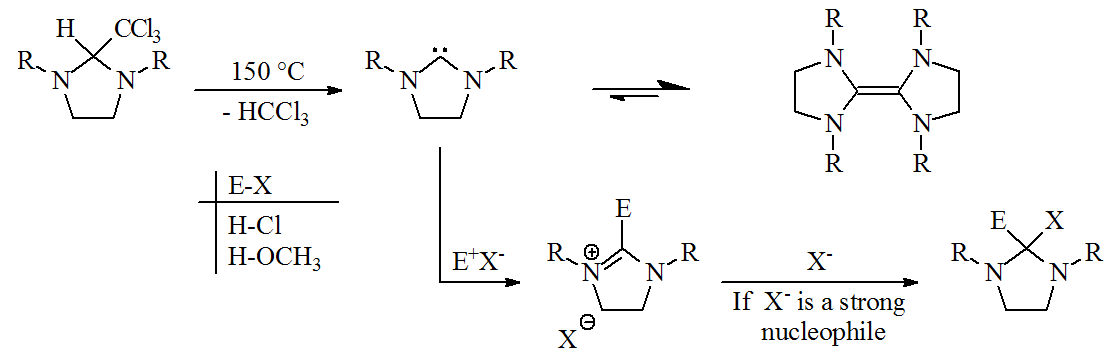
Cơ chế Wanzlick cho phản ứng của dihydroimidazol-2-ylidene với chất ưa electron (electrophiles)

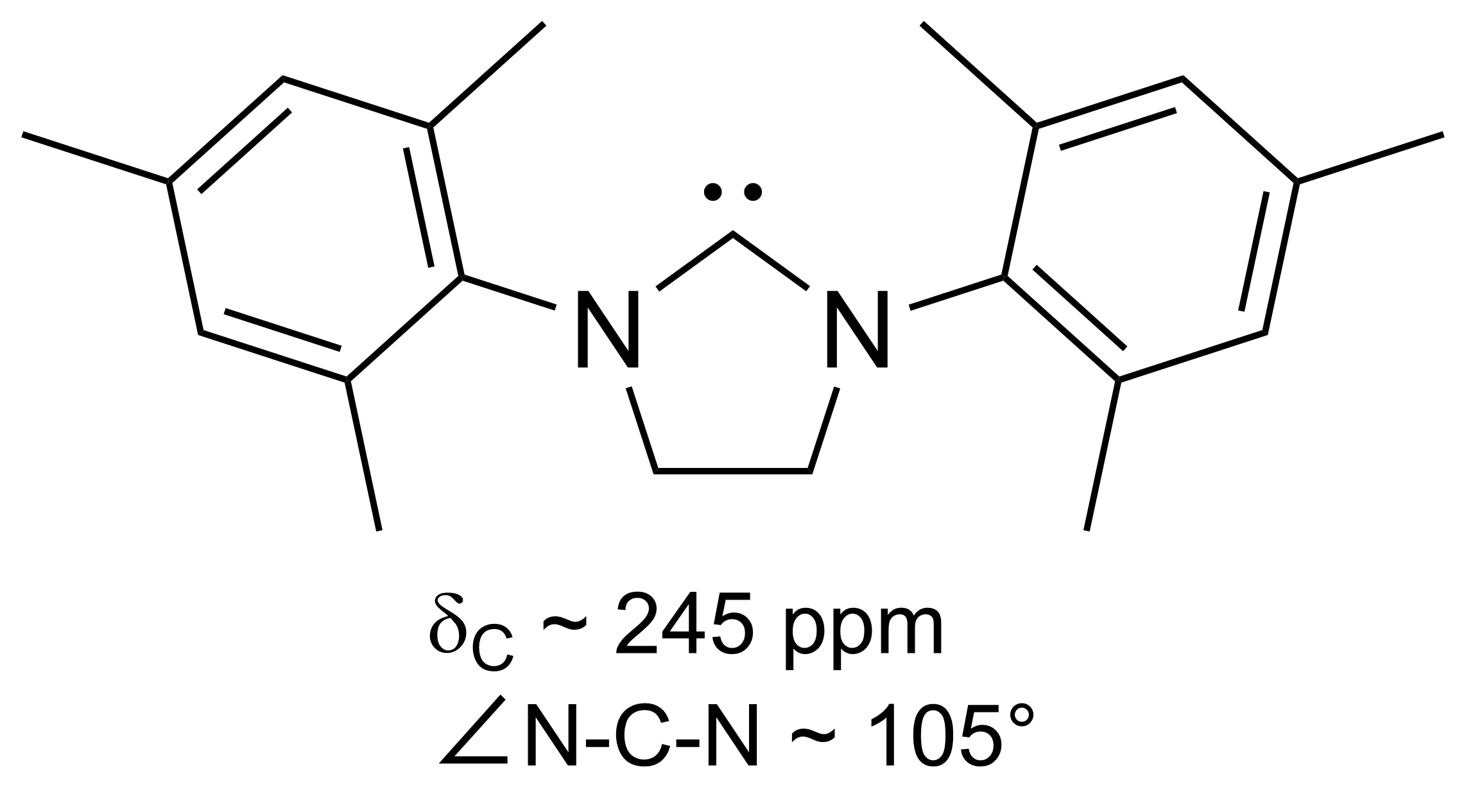
1,3-Dimesityl-imidazol-4,5-dihydro-2-ylidene, một carben bền mà không bị chuyển vị electron (delocalization) xung quanh vòng chứa carbon carbenic (xem công thức cấu tạo)

Một carben bền khác là imidazolin-2-ylidene được Anthony J. Arduengo báo cáo vào năm 1995.